# Garmer (1867)
Garmer, officiellt HM Pansarkanonbåt Garmer, var en monitor / Pansarkanonbåt i svenska flottan. Garmer beställdes som den fjärde svenska monitoren, och var betydligt mindre än de tre tidigare levererade Monitorerna Tordön, John Ericsson och Tirfing. Hon kallades därför inte monitor, utan fick beteckningen pansarkanonbåt.

## Utformning
Garmer var 28,5 meter lång, 6,83 meter bred och hade ett djupgående på 1,71 meter. Maskineriet bestod av en Motala ångmaskin med en styrka på 90 indikerade hästkrafter. Detta gav fartyget en toppfart på omkring 6,6 knop. Bestyckningen utgjordes av en mynningsladdad 26,7 cm slätborrad haubits m/1866. Fartygets besättning uppgick till totalt 20 man.

## Historia
Garmer konstruerades för det nybildade skärgårdsartilleriet, och var avsett för försvaret av den slutna skärgården och landets inre vattenvägar. När skärgårdsartilleriet upphörde 1873 överfördes Garmer till linjeflottan. Garmer visade sig inte vara någon lyckad konstruktion, den hade endast en framladdad kanon i fast lavett, och kanonen måste riktas med propellern och sidorodret.
Den 26,7 cm slätborrade haubitsen var tänkt som provisorisk beväpning i väntan på en bättre kanon, men eftersom båttypen snabbt blev omodern kom man inte att lägga ned några besvär på att modernisera henne. 1877 försågs fartyget med en 12 mm tiopipig kulspruta m/1875 och något år därefter med ytterligare en. Fartyget utrangerades 1893 och 1903 såldes allt pansar tillbaka till Motala Mekaniska Verkstad.